# Дашино (Липецкая область)
Дашино — село в Чаплыгинском районе Липецкой области России. Входит в состав Ведновского сельсовета.

## География
Село находится в северо-восточной части Липецкой области, в лесостепной зоне, на расстоянии примерно 31 километра (по прямой) к северо-западу от города Чаплыгина, административного центра района. Абсолютная высота — 151 метр над уровнем моря.

### Климат
Климат характеризуются как умеренно континентальный, с умеренно холодной продолжительной зимой и тёплым летом. Среднегодовая температура воздуха составляет 4,6 °С. Средняя температура воздуха самого холодного месяца (января) — −10,3 °C (абсолютный минимум — −42 °C); самого тёплого месяца (июля) — 19,5 °C (абсолютный максимум — 39 °C). Безморозный период длится около 146 дней. Среднегодовое количество атмосферных осадков составляет 480 мм, из которых большая часть выпадает в тёплый период. Устойчивый снежный покров образуется в среднем 29 ноября, сходит 8 апреля.

### Часовой пояс
Село Дашино, как и вся Липецкая область, находится в часовой зоне МСК (московское время). Смещение применяемого времени относительно UTC составляет +3:00.

## Население
| 2010 |
| ---- |
| 10   |

### Половой состав
По данным Всероссийской переписи населения 2010 года в гендерной структуре населения мужчины составляли 40 %, женщины — соответственно 60 %.

### Национальный состав
Согласно результатам переписи 2002 года в деревне проживал один житель белорусской национальности.